# Enstatit
Enstatit, Mg[Si2O6], je piroksenski silikatni mineral koji, zajedno s ferosilitom (Fe[Si2O6]) čini cjelovitu seriju čvrstih otopina. Čest je u magmatskim i metamorfnim stijenama i meteoritima. Prijelazni oblik, (Mg,Fe)[Si2O6], poznat je pod nazivom hipersten, iako je ime službeno napušteno, a pri definiranju, sadrži relativne udijele i enstatita (En) i ferosilita (Fs) (pr., En80Fs20). Enstatit s manjim udjelom željeza izložen trošenju poprima polumetalni sjaj i brončanu boju. Takav mineral nazivamo broncit, iako je točnije nazivati ga izmijenjenim enstatitom. Većina prirodnih kristala je rompska iako postoje tri polimorfa. Visokotemperaturni, niskotlačni polimorfi su protoenstatit i protoferosilit (također rompski), dok su niskotemperaturni oblici, klinoenstatit i klinoferosilit, monoklinski. 
Broncit i hipersten bili su poznati davno prije enstatita, kojeg je prvi put opisao G. A. Kenngott, 1855. godine.
Smaragdno zeleni varijetet enstatita naziva se krom-enstatit, i brusi se u drago kamenje. Zelena boja rezultat je tragova kroma, što je moguće vidjeti i u imenu samog varijeteta. Broncit se također ponekad brusi u obliku dragulja.

## Identifikacija
Enstatit i drugi rompski pirokseni razlikuju se od onih u monoklinskoj seriji prema optičkim karakteristikama, kao što su slabiji dvolom i jači pleokroizam. Također imaju prizmatičnu kalavost koja je savršena u dva smjera, pod kutom od 90°. Enstatit dolazi u bijeloj, sivoj, zelenkastoj ili smeđoj boji; tvrdoća mu je 5-6, a specifična gustoća 3.2 - 3.3.

## Ležišta i nalazišta
Izolirani kristali su rijetki, ali ortopiroksen je osnovni sastojak raznih tipova magmatskih i metamorfnih stijena. Mg-ortopirokseni pojavljuju se u plutonskim stijenama, kao što su gabro (norit) i diorit. Mogu se formirati mali idiomorfni fenokristali, a također može doći i u obliku masovnih zrnatih agregata unutar vulkanskih stijena kao što su bazalt, andezit ili dacit.
Enstatit s približnim sastavom En90Fs10, esencijalni je mineral peridotita i piroksenita unutar Zemljina plašta. Peridotiski ksenoliti česti su u kimberlitima i u nekim bazaltima. Odnosi kalcija, aluminija i kroma u enstatitu unutar tih ksenolita bili su ključni u određivanju dubine na kojoj su ksenoliti otkinuti uzdižućom magmom.
Ortopirokseni su važne sastavnice nekih metamorfnih stijena kao što je granulit. Ortopirokseni po sastavu bliže čistom enstatitu pojavljuju se u nekim metamorfoziranim serpentinima. Veliki kristali, i do 30 cm u dužinu,  većinom alterirani u steatit, pronađeni su 1874. unutar apatitnih žila poprijeko tinjčevih škriljavaca i hornblenda-škriljavaca, u apatitnom rudniku Kjorrestad, kraj Breviga, južna Norveška.
Enstatit je čest mineral u meteoritima. Kristali su nađeni unutar kamenih i željezovitih meteorita, uključujući i meteorit koji je pao na Breitenhach u Erzgebirgeu, Bohemia (Češka). U nekim meteoritima, zajedno s olivinima tvori masovne agregate; tu se kristali mogu pojaviti u obliku malih sfernih masa ili kondrula, s unutrašnjom radijalnom strukturom.